# Oostdongeradeel
Oostdongeradeel est une ancienne commune néerlandaise de la province de Frise. Son chef-lieu était Metslawier.

## Géographie
Oostdongeradeel était situé au nord-est de la Frise, sur la mer des Wadden et le Lauwersmeer. La commune avait une superficie de 109,86 km².

## Histoire
La commune a existé jusqu'au 1er janvier 1984, date à laquelle elle a été regroupée avec la ville de Dokkum et la commune de Westdongeradeel pour former la nouvelle commune de Dongeradeel.

## Localités
La commune était composée de treize villages : Aalsum, Anjum, Ee, Engwierum, Jouswier, Lioessens, Metslawier, Morra, Niawier, Oosternijkerk, Oostrum, Paesens et Wetsens.

### Démographie
En 1840, la commune d'Oostdongeradeel comptait 1 089 maisons et 7 087 habitants. En 1974, il y avait 6 502 habitants ; à son apogée, en 1954, Oostdongeradeel comptait 8 474 habitants.